# Beth Botsford
Beth Anne Botsford (Baltimore, Maryland, 21. svibnja 1981.) je bivša američka plivačica.
Dvostruka je olimpijska pobjednica u plivanju.

## Vanjske poveznice
- Kratka biografija  Arhivirana inačica izvorne stranice od 13. siječnja 2009. (Wayback Machine)